# Owncast
Owncast est un logiciel libre, gratuit et open source permettant de mettre en place un serveur de streaming vidéo et audio en temps réel ainsi qu'un chat en ligne. Il est souvent considéré comme l'alternative du Fediverse à la plateforme de streaming Twitch et fait partie de la liste des logiciels innovants soutenus par l'initiative Next Generation Internet de la Commission européenne.

## Histoire du projet
Le projet Owncast a été initié par le développeur Gabe Kangas, un ingénieur logiciel américain basé à San Francisco. En juin 2020, il publie sur son blog un billet pour annoncer la sortie de la toute première version de son projet personnel Owncast et l'ouverture du dépôt sur GitHub à quiconque souhaite y contribuer. Il y explique également les raisons qui l'ont poussé à initier ce projet : alors que le monde est enfermé chez soi à la suite des mesures de confinement prises pendant la pandémie de Covid-19, l'utilisation des plateformes de streaming telles que Twitch, Facebook Live, YouTube ou Instagram explose. Gabe Kangas réalise alors que les grandes entreprises propriétaires de ces plateformes sont parfois amenées à prendre des décisions arbitraires controversées envers leurs utilisateurs telles que mettre fin à leurs sessions de streaming, désactiver leur audio, supprimer leurs enregistrements ou encore bannir leur compte. Il souhaite créer une solution alternative permettant d'auto-héberger leur propre serveur de streaming personnalisable, à la façon de Wordpress pour un blog ou Magento pour un site de vente en ligne.
En décembre 2020, Gabe Kangas annonce dans un nouveau billet de blog que le projet a reçu une traction significative depuis son annonce initiale : une équipe de contributeurs l'a rejoint pour développer le logiciel qui fut promu sur la première page de Hacker News ou encore qui a été numéro 1 des tendances sur GitHub pendant quelques jours.
En juin 2021, le projet a reçu une subvention de la fondation NLnet (en) en vue d'intégrer le protocole ActivityPub conçu pour les réseaux sociaux décentralisés et pour développer des fonctionnalités de fédération.
En tant que logiciel libre et auto-hébergé, Owncast est parfois conseillé aux créateurs de contenu en direct souhaitant s'émanciper des grandes plateformes et ne plus être soumis à leur contrôle, ou à celui des gouvernements avec lesquels celles-ci collaborent : militants, activistes, journalistes etc..

## Fonctionnalités
Owncast propose plusieurs fonctionnalités, la principale étant l'auto-hébergement d'un serveur de streaming vidéo et audio en temps réel sur un serveur Linux ou macOS. Ce serveur est installé avec une interface web personnalisable (en HTML, CSS et JavaScript) qui présente un lecteur vidéo et un chat en ligne lui aussi personnalisable (émoticônes customisées, chatbots etc.). Owncast est compatible avec les logiciels de diffusion tels que OBS Studio et les fournisseurs d'hébergement externe comme AWS ou Cloudflare. La diffusion est réalisée via le protocole RTMP.
Le logiciel est développé principalement avec les langages de programmation Typescript et Go mais leur maîtrise n'est pas nécessaire pour l'installer et l'utiliser.